# Szent György-hegy (Esztergom)
A Szent György-hegy egy természetes eredetű, alacsony hegy volt Esztergomban. Egykoron a Várheggyel szemben állt. A hegyet a 19. században, a Bazilika építése során végzett terepmunkák következtében elhordták.

## Története

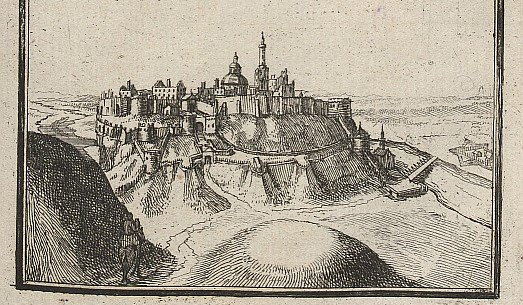
Esztergom vára 1689 (Birkenstein). Az erődítményt kelet felől látjuk, a vár előtt a Szent Tamás- és a Szent György-hegy.

Ma már csak minimális forrás áll rendelkezésünkre a dombbal kapcsolatban. A Szent György-hegy a sík rétet, Szentgyörgymezőt választotta el Szenttamástól. Azt biztosan tudjuk, hogy Esztergom 1706-os ostroma során Rákóczi kuruc serege könnyű lövegekkel erről az alacsony dombról (is) lövette a császári kézben lévő várat. Krey János mérnökkari főnök 1756-ban felmérést készített a várról, amin a Szent György-hegyet is ábtázolta a mai Béke tér környékén.
A hegy Szenttamástól északnyugat irányban helyezkedett el, de jóval alacsonyabb volt attól. Egyes források inkább "alacsony dombnak" írják le, mintsem komoly hegynek. 
A Bazilika és az új esztergomi egyházi központ kiépítése során a Várhegy környezetét igen jelentősen átalakították. A vár keleti bástya- és falrendszerét elbontották, illetve kelet felé egy hatalmas földmunkával járó rámpát, feljárót építettek ki. Ehhez az építkezéshez a Szent György-hegy nagy részét elhordták és a földmunkákhoz használták fel.